# Encyclia parkeri
Encyclia parkeri es una especie de orquídea del género Encyclia endémica del Valle del Cauca.

## Descubrimiento
E. parkeri fue descubierta por un grupo de investigadores de la Universidad del Valle en el marco de un proyecto denominado "Orquídeas y Cambio Climático".
Fue descubierta por Guillermo Reina-Rodríguez, investigador del Departamento de Geografía de la Universidad del Valle. También participaron describiendo a la nueva especie Carlos Leopardi del Centro de Investigación Científica de Yucatán, German Carnevali y Gustavo Romero-González del herbario Oakes Ames de la Universidad de Harvard.
El tipo nomenclatural fue hallado en el cañón del río Grande el 16 de agosto de 2013.

## Distribución
E. parkeri ha sido hallada en un área con arbustales y matorrales secos. En el Distrito de conservación de Suelos Cañón de río Grande entre los municipios de La Cumbre y Restrepo, siendo endémica del departamento del Valle del Cauca.

## Descripción
Encyclia parkeri, es similar a Encyclia chloroleuca, sin embargo, se distingue por sus flores de color verde oliva y pétalos y sépalos ocres, labelo blanco crema, con un lóbulo central con muchas quillas (al menos tres), verrugosas y usualmente con un ligero tinte rojo-púrpura. Junto a la también recién descubierta Encyclia silverarum, hace parte del complejo de Encyclia chloroleuca, compuesto por esta, E. elegantula y E. peraltensis, entre otros.

## Eponimia
Esta especie ha sido dedicada a Jeff Parker de Hawái quien fue el primero en llamar la atención acerca de esta nueva especie.

## Conservación
El actual estatus de conservación de acuerdo a los criterios de la UICN es de categoría CR. Es decir tiene un área de extensión de presencia de menos de 5,000 km² y su área de ocupación es de menos de 10 km². En este sentido se están buscando recursos financieros para iniciar un programa de propagación masivo utilizando técnicas de propagación in vitro.